# Здравко Рајков
Здравко Рајков (Чуруг, 5. децембар 1927 — Мексико сити, 30. јул 2006) био је фудбалски репрезентативац Југославије и фудбалски тренер.
Као радник бродоградилишта у Новом Саду покушао је да заигра у новосадској Славији, а као војник играо је у екипи Десете армије, али при завршетку одслужења кадровског рока није прихватио позив београдског Партизана.
Вративши се у Бечеј, играо је за екипу Јован Црвени и тек 1950. дошао је у Војводину, у којој су истовремено почињали Бошков, Веселиновић, Херцег и други. За новосадске „црвено-беле“ до 1962, највише као крило, одиграо је укупно 510 утакмица и постигао 297 голова, од чега 220 сусрета у првенству, са 94 лигашка гола. По броју свих одиграних утакмица налази се на петом, а по броју голова на трећем месту рекордерске листе ФК Војводина.
Од 1962. до 1966. играо је у Швајцарској за екипу Лозана и Бил, из које се вратио у Војводину - као тренер. Са запаженим успехом радио је као тренер и у Ирану, Алжиру и Шпанији.
Уз три утакмице за ,, Б“ екипу (1951—1958), одиграо је 28 утакмица и постигао 11 голова за репрезентацију Југославије. Дебитовао је 6. маја 1951. у пријатељском сусрету против Италије (0:0) у Милану, а последњу утакмицу одиграо је као учесник Светског првенства у Шведској, 19. јуна 1958. против Западне Немачке (0:1) у Малмеу.
Умро је 30. јула 2006. у 79. години, у Мексику, где је и сахрањен, у кругу породице.